# Mesochorus georgievi
Mesochorus georgievi är en stekelart som beskrevs av Schwenke 2004. Mesochorus georgievi ingår i släktet Mesochorus och familjen brokparasitsteklar. Inga underarter finns listade i Catalogue of Life.